# Avant-garde metal
Avant-garde metal (também conhecido como metal experimental ou art metal) é um gênero de transição do heavy metal caracterizado pela experimentalidade e pela forma não estruturada de sons, instrumentos e letras, fundindo características específicas de diferentes estilos. Diferentemente de outros subgêneros do Metal, o avant-garde possui maior liberdade lírica, e não se prende a estruturas. Esse maior fluxo de liberdade e criatividade faz com que o resultado apresente rendimentos abstratos sob foma de regime estranho e estruturas anormais.
As primeiras bandas a serem classificadas como avant-garde metal foram: Master's Hammer, Fleurety e Ved Buens Ende.

## Características
Não há qualquer regra comum entre as bandas identificadas como Avant-Garde no Metal mundial, mesmo que seja claro o uso da experimentação não há uma característica unificadora do estilo como se encontra no Thrash, Power, Death, Doom, etc.
Para ser classificada Avant-Garde Metal cada banda deve ser avaliada individualmente.
Porém, traços comuns podem ser observados nas analises particulares, tais como:
- Uso de arranjos não convencionais
- Ênfase em timbres e tonalidades novas
- Uso constante de harmonia experimental (acordes dissonantes, escalas incomuns).
- Frequente uso de técnicas vocais não convencionais e instrumentais

Às vezes, soando como Metal progressivo se encontra também:
- Uso de uma estrutura sonora incomum, sem modelos exatos
- Uso de ritmos e tempo não convencionais.

O Avant-Garde Metal é normalmente tocado com foco em uma atmosfera mais sombria, sendo a sonoridade normalmente associada ao Metal Extremo (particularmente Black Metal e Doom Metal)
Apesar de sua ampla similaridade ao Extreme Metal, por ser um estilo experimental, pode estar associado também a qualquer outro sub-gênero.

## Uso de acordes dissonantes
Antes de se discutir o uso da dissonância no Avant-Garde Metal é preciso entender do que se trata e qual a diferença entre a Consonância e a Dissonância.
Em uma música, uma consonância pode ser uma harmonia, um acorde ou um intervalo estável, fazendo com que o som soe agradáveis aos ouvidos.
Quanto a dissonância é um som mais instável, fazendo com que o som pareça estranho e incomum.
No Avant-Garde Metal a dissonância é usada como mais um artificio experimental para fazer com que o som soe incomum e o menos estruturado possível.

## As diferenças entre o avant-garde e o metal progressivo
Um erro muito comum cometido pelas pessoas é geralmente confundir o Avant-Garde como sendo um subgênero do Metal Progressivo e não raramente o confundem entre si.
O Metal Progressivo é produzido com ritmos complexos e canções estruturadas, aderindo a um método clássico de instrumentação. Pode-se dizer que no Metal Progressivo "a arte é feita seguindo regras de um livro".
Já no Avant-Garde Metal a sonoridade concentra-se em sons e melodias incomuns que não estão presas a nenhuma estrutura rigorosa, deixando uma liberdade de criação. Pode-se dizer que no Avant-Garde "o livro foi atirado pela janela".

## Origens do termo
A palavra Avant-Garde tem sua origem francesa significando algo que está a frente de seu tempo, sendo assim Avant-Garde Metal começou a ser utilizado como rótulo para bandas que fugiam da forma comum de se compor metal e logo não se encaixavam em apenas um gênero, assim como acontece em outros gêneros musicais de vanguarda como o Avant-Garde Jazz por exemplo.
O termo pode definir alguns traços estilísticos, que por sua vez são ainda debatidos:
- A marginalidade do estilo que permanece no underground do cenário do Metal e muitas vezes têm sua existência ignorada.
- Seus traços muito similares e confundido com o Metal Progressivo e o Alternativo.
- Não há uma estética estrutural definida para o estilo.

## Bandas de Avant-garde Metal
- Boris
- Buckethead
- Celtic Frost
- Earth
- Fantômas
- Jesu
- Helmet
- Mushroomhead
- Mr. Bungle
- Primus
- Sunn O)))
- Tool